# NGC 764
NGC 764 — двойная звезда в созвездии Кит. Внесена в каталог Ормондом Стоуном в 1886 году. Описание Дрейера: «очень тусклый, очень маленький объект округлой, но неправильной формы, более яркий в середине». Возможно, объект идентифицирован неверно.
Этот объект входит в число перечисленных в оригинальной редакции «Нового общего каталога».